# Жердєв Микола Олегович
Микола Олегович Жердєв (рос. Николай Олегович Жердев; 5 листопада 1984, Київ, СРСР) — російський хокеїст і правий нападник українського походження. Виступає за «Динамо» (Москва) у Континентальній хокейній лізі.

## Ігрова кар'єра
Вихованець заслуженого тренера України Юрія Дмитровича Крилова та СДЮШОР «Сокіл» (Київ). Грав у складі дитячої збірної України. Переїхав в Росію в 1999 році й став грати за молодіжний склад хокейного клубу «Елемаш» (Електросталь).
Виступав за «Елемаш» (Електросталь), ЦСКА (Москва), «Колумбус Блю-Джекетс», «Сірак'юс Кранч» (АХЛ), «Хімік»/«Атлант» (Митищі), «Нью-Йорк Рейнджерс», «Філадельфія Флайєрс», «Ак Барс» (Казань), «Спартак» (Москва), «Сєвєрсталь» (Череповець), «Братислава Кепіталс».
В чемпіонатах НХЛ — 421 матч (115+146), у турнірах Кубка Стенлі — 15 матчів (1+2).
У складі національної збірної Росії учасник чемпіонатів світу 2009 і 2012 (13 матчів, 2+5). У складі молодіжної збірної Росії учасник чемпіонату світу 2003. У складі юніорської збірної Росії учасник чемпіонату світу 2002.

## Досягнення
- Чемпіон світу — 2009, 2012.
- Переможець молодіжного чемпіонату світу — 2003.
- Срібний призер юніорського чемпіонату світу — 2002.